# Adolf von Donndorf

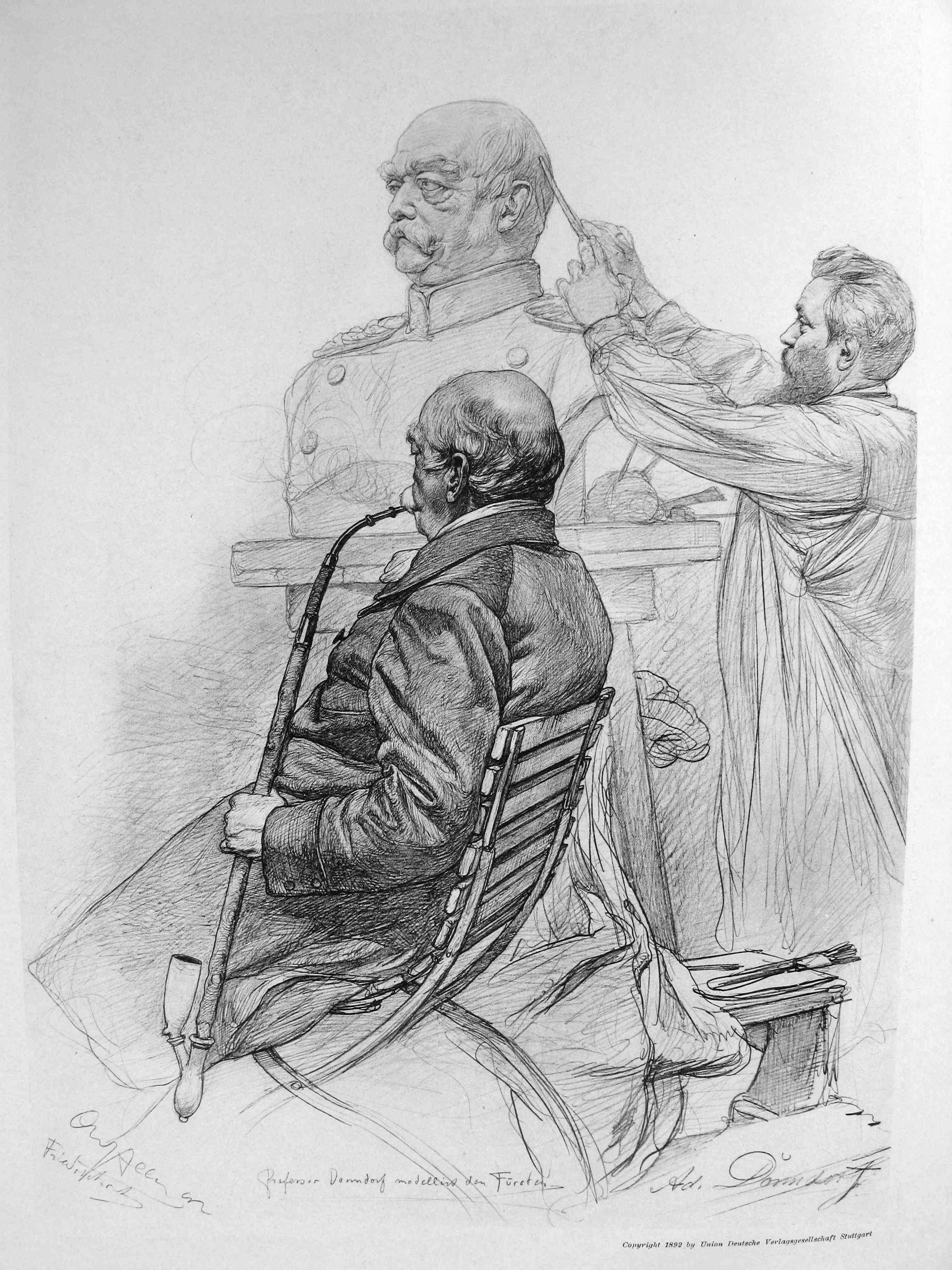
„Adolf Donndorf modelliert Bismarck“, Zeichnung von Christian Wilhelm Allers, 1892

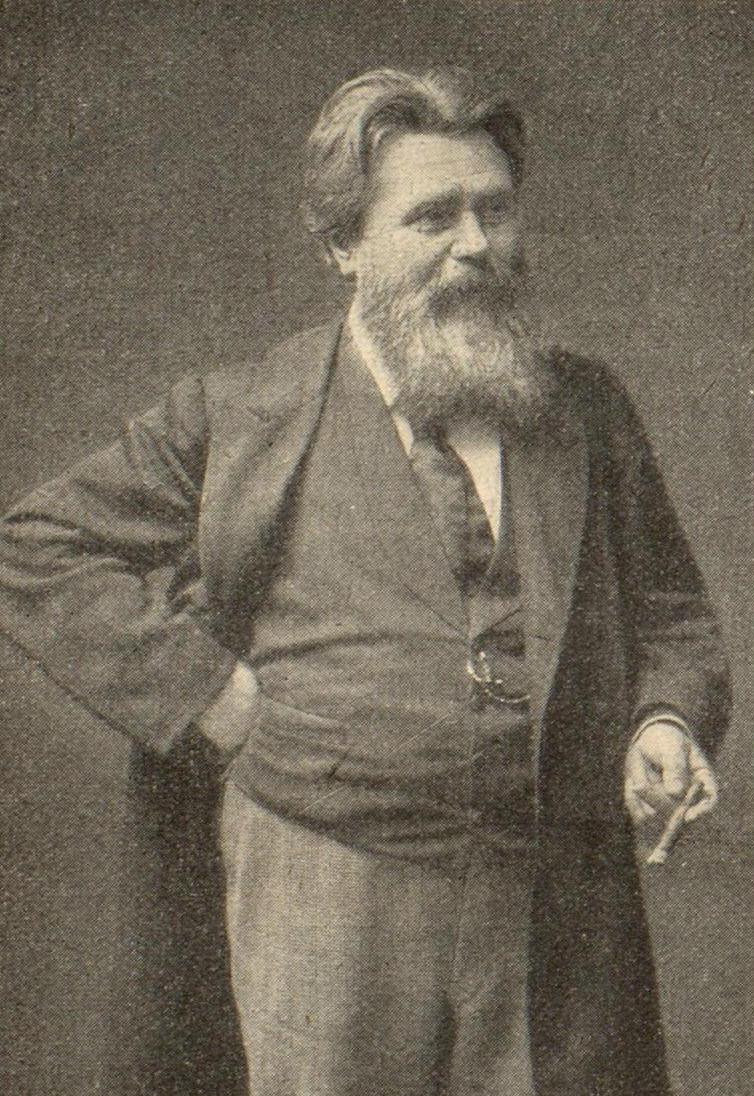
Adolf Donndorf

Adolf Donndorf, ab 1889 von Donndorf, (* 16. Februar 1835 in Weimar; † 20. Dezember 1916 in Stuttgart) war ein deutscher Bildhauer.

## Leben
Adolf von Donndorf war der Sohn des Tischlermeisters Martin Gottlieb Adolf Donndorf (auch Tonndorf) und der Caroline geb. Bäßle. Er war bei Franz Jäde Schüler an der Großherzoglich-Sächsische Kunstschule Weimar. in Weimar. Er war 1853 bis 1861 als Schüler Ernst Rietschels in dessen Atelier in Dresden tätig und führte nach dessen Tod gemeinsam mit Gustav Adolph Kietz das Lutherdenkmal für Worms zu Ende. Am 12. November 1864 erfolgte seine Ernennung zum Ehrenmitglied der Dresdner Kunstakademie. In der Nachfolge Theodor Wagners war Donndorf von 1876 bis 1910 Professor der Bildhauerei an der Königlichen Kunstschule (ab 1901 Akademie der bildenden Künste) in Stuttgart.

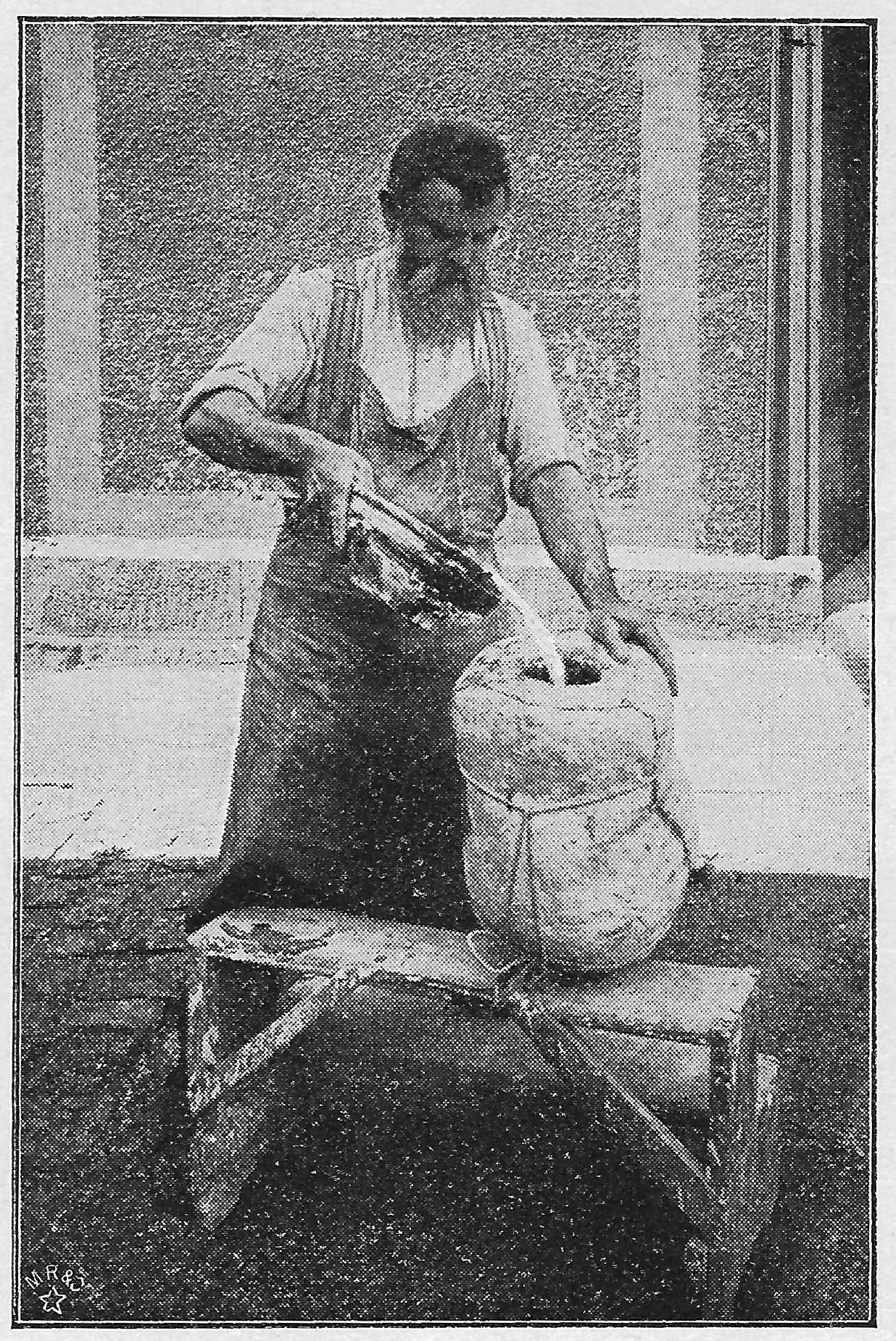
Beim Herstellen eines Gipsabgusses in Donndorfs Atelier in Stuttgart

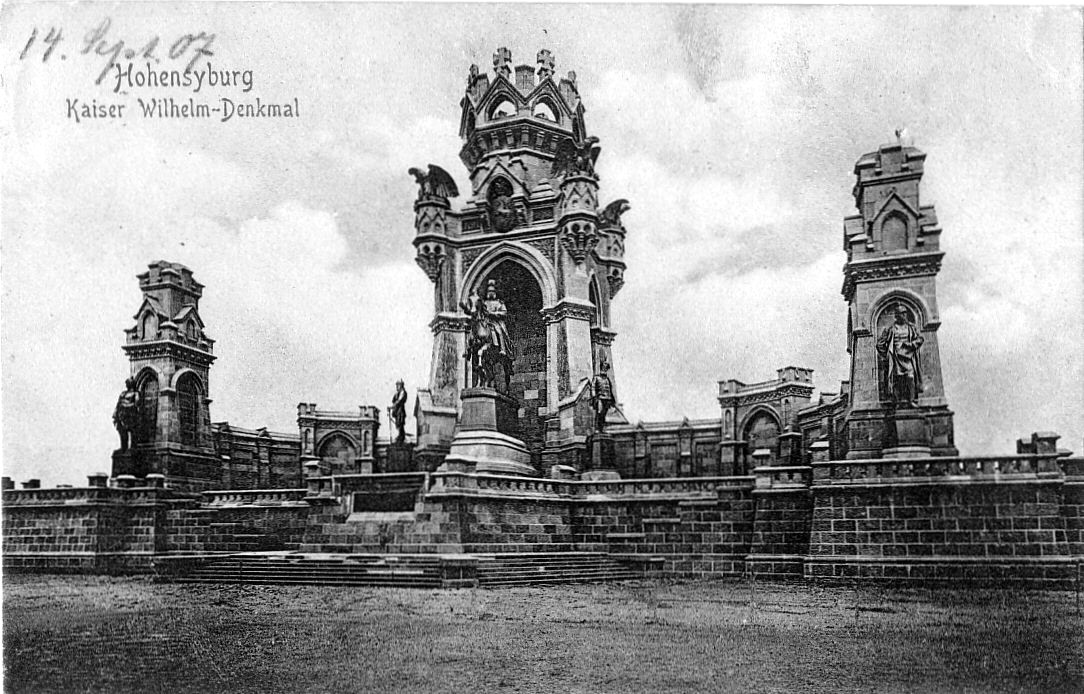
Das Kaiser-Wilhelm-Denkmal auf der Hohensyburg im Ursprungszustand

Seine Söhne waren Karl Donndorf (1870–1941, deutscher Bildhauer) und Martin Donndorf (1865–1937, Weimarer Bürgermeister von 1910 bis 1920).

## Ehrungen
- 1889: Ehrenritterkreuz des Ordens der Württembergischen Krone,[2] verbunden mit dem persönlichen Adelstitel (Nobilitierung).
- Ehrenbürger von Weimar (1875), Eisenach (1895) und Stuttgart (1910).[3]
- Der Bildhauer hatte der Stadt seines langjährigen Wirkens angeboten, ihr alle Modelle seiner Werke zu schenken unter der Bedingung, dass eine Möglichkeit der öffentlichen Aufstellung geschaffen wird. Die Weimarer Stadtverwaltung akzeptierte das Geschenk suchte einen Platz für ein Donndorf-Museum aus. Favorisiert wurde ein Anbau an das Posecksche Haus.[3] 1907 wurde das Donndorf-Museum eröffnet. Es ging Ende der 1990er Jahre im Museum für Ur- und Frühgeschichte Weimars auf.[4]
- Zum 100. Todestag zeigten das Thüringische Landesamt für Denkmalpflege und Archäologie und die Klassik Stiftung Weimar vom 21. September bis 30. Dezember 2016 die Kabinettausstellung Prominenz in Gips. Das Weimarer Donndorf-Museum im heutigen Museum für Ur- und Frühgeschichte Thüringens.[5][6]

## Werk (Auswahl)

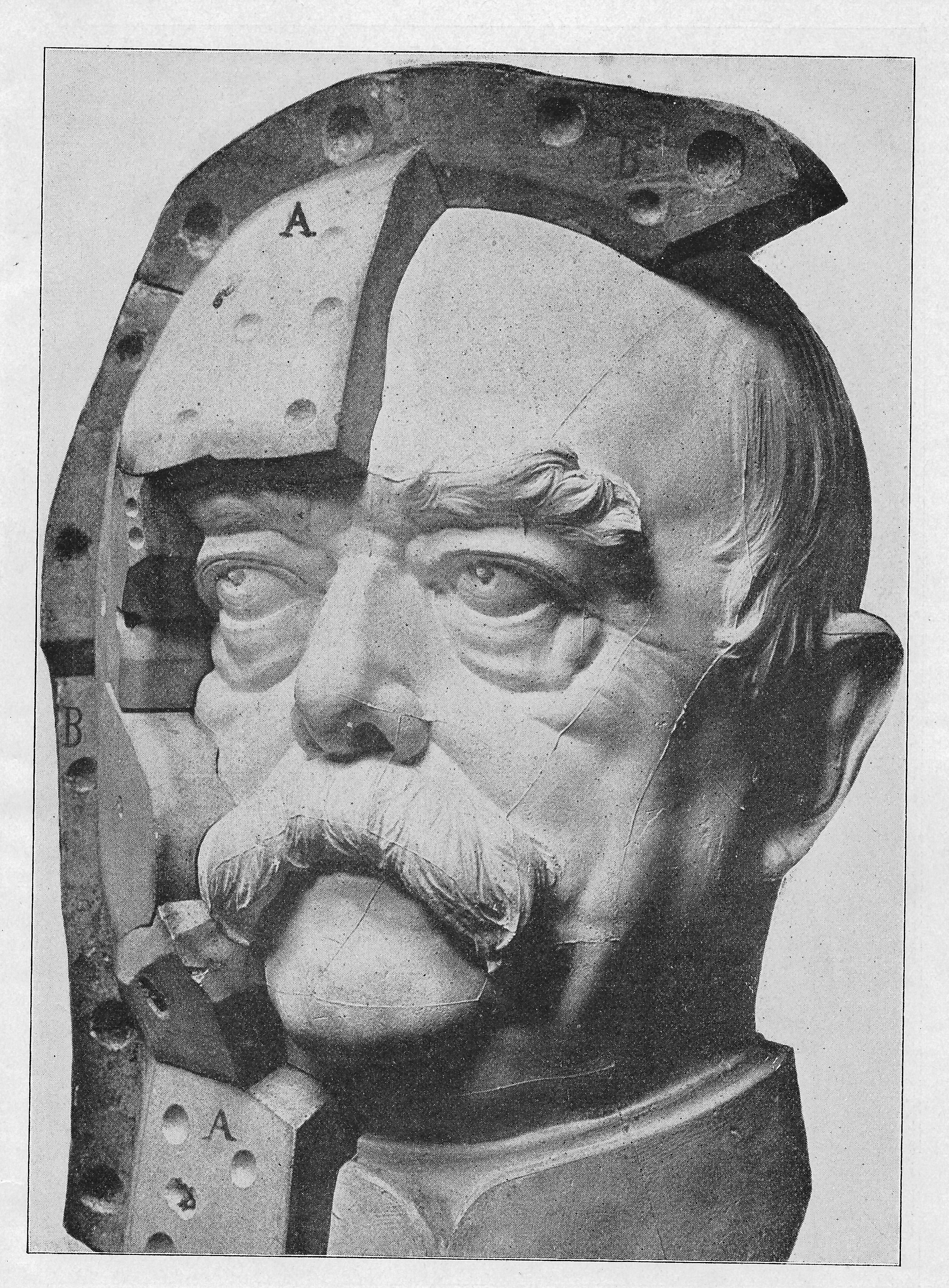
Herstellung der Form für das Bismarckdenkmal

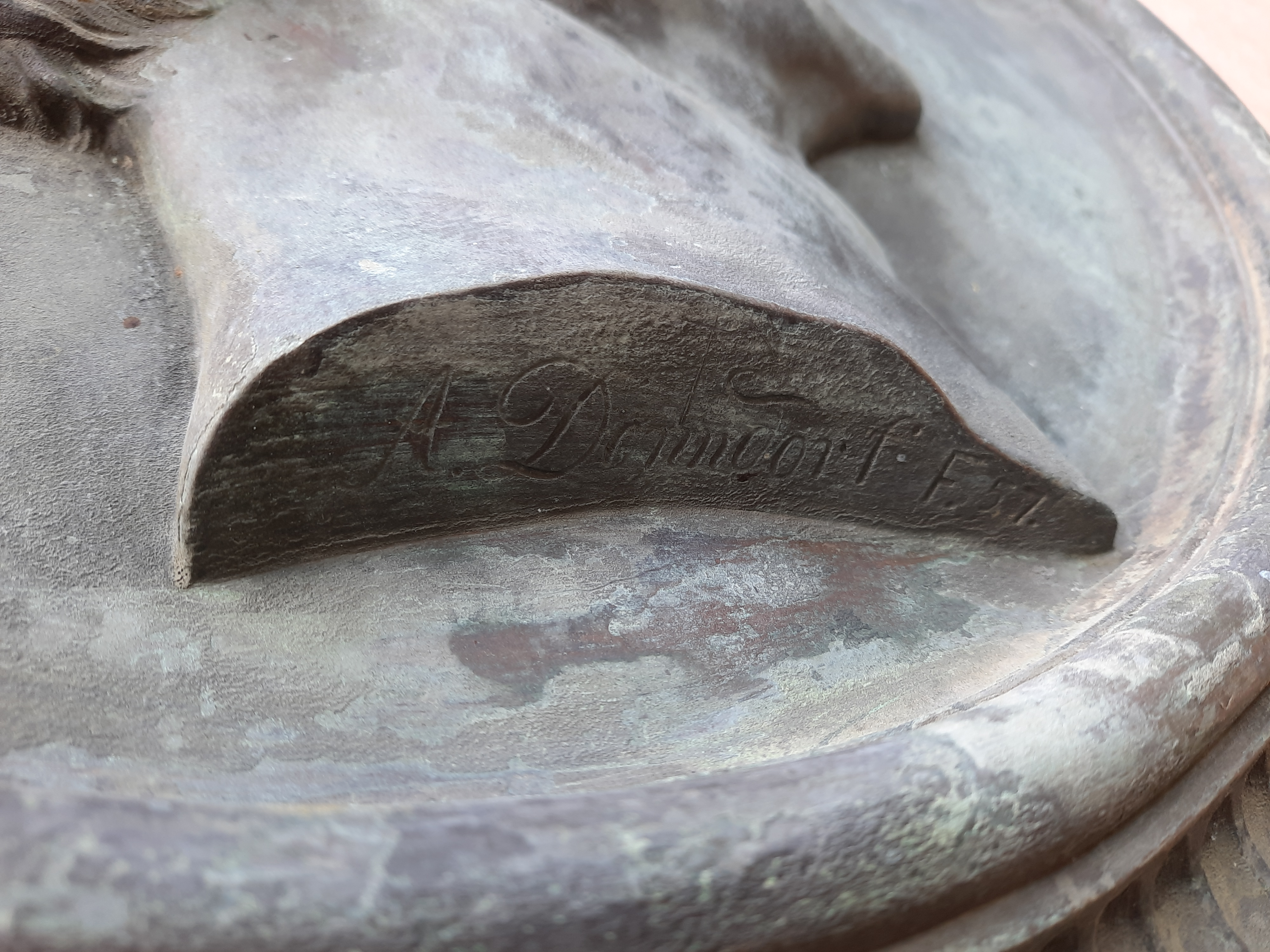
Die Signatur Adolf von Donndorfs auf dem Bildnismedaillon auf dem Grabmal des Bildhauers Ernst Rietschel

- 1861: Bildnismedaillon auf dem Grabmal des Bildhauers Ernst Rietschel
- 1875: Carl-August-Denkmal, Reiterstandbild des Großherzogs Carl August für Weimar (1867–1872; enthüllt am 3. September 1875, erhalten)
- 1875: Bismarck-Büste auf dem Bismarckplatz in Heidelberg (erhalten)[7]
- 1877: Auferstehungsengel auf Schloss Rheineck
- 1877: Peter-von-Cornelius-Denkmal in Düsseldorf, zwischen Königsallee und Hofgarten (aufgestellt und enthüllt 1879; erhalten)
- 1878: Freiligrath-Büste auf dessen Grabdenkmal auf dem Uff-Kirchhof in Stuttgart-Bad Cannstatt; Bronzeguss durch Georg Howaldt
- 1880: Grabdenkmal für Robert Schumann auf dem Alten Friedhof in Bonn (in Carrara-Marmor)
- 1883: Burschenschaftsdenkmal in Jena (2011 irreparabel beschädigt)
- 1884: Bach-Denkmal in Eisenach am Frauenplan (Standbild gegossen von Hermann Howaldt; erhalten)
- 1885: Lutherdenkmal in Dresden auf dem Neumarkt (Kopf nach Modell von Rietschel; erhalten)
- 1885–1888: Fassadenschmuck der Königlichen Landesbibliothek in Stuttgart mit Reliefs und Kapitellen
- 1889: Büsten Moltkes und Bismarcks für die Alte Nationalgalerie
- 1890: Denkmal für Fürst Karl Anton von Hohenzollern in Sigmaringen
- 1892: Skulpturengruppe (Zwei Engel) auf dem Alten Annenfriedhof in Dresden
- 1893: Goethedenkmal in Karlsbad (1952 mit neuem Sockel versetzt)
- 1895: Lutherdenkmal in Eisenach (erhalten)
- 1893–1902: Kaiser-Wilhelm-I.-Reiterstandbild und Standbilder Moltkes und Bismarcks für das Kaiser-Wilhelm-Denkmal auf der Hohensyburg bei Dortmund (letztere bei der Verschlichtung in der Zeit des Nationalsozialismus beseitigt); Standbilder von Kaiser Friedrich III. und Prinz Friedrich Karl von seinem Sohn Karl Donndorf[8]
- 1900: Bischof-Teutsch-Standbild in Hermannstadt (erhalten)
- 1903: Bismarck-Denkmal in Eisenach[9] (vor 1963 abgetragen)
- nach 1903: Denkmal für Max von Duttenhofer in der Pulverfabrik Rottweil (Signatur: A. Donndorf fec.)
- 1904: Reiterstandbild Kaiser Wilhelms I. auf der Alten Brücke in Saarbrücken (nach dem Vorbild des Kaiser-Wilhelm-Denkmals auf der Hohensyburg; nach Ende des Zweiten Weltkriege auf Befehl der französischen Besatzungsmacht abgetragen[10])
- 1913: Schillerdenkmal beim Neuen Hoftheater in Stuttgart

Figurengruppe Mutterliebe:
- 1891: James Fountain Union Square (New York City)
- 1892: Mutterliebe Zwittau, Auftragswerk von Valentin Oswald Ottendorfer
- 1895: Donndorf-Brunnen (Weimar)
- 1898: Paulinenbrunnen (Stuttgart)

Ansichten sowie weitere Denkmale und Skulpturen:
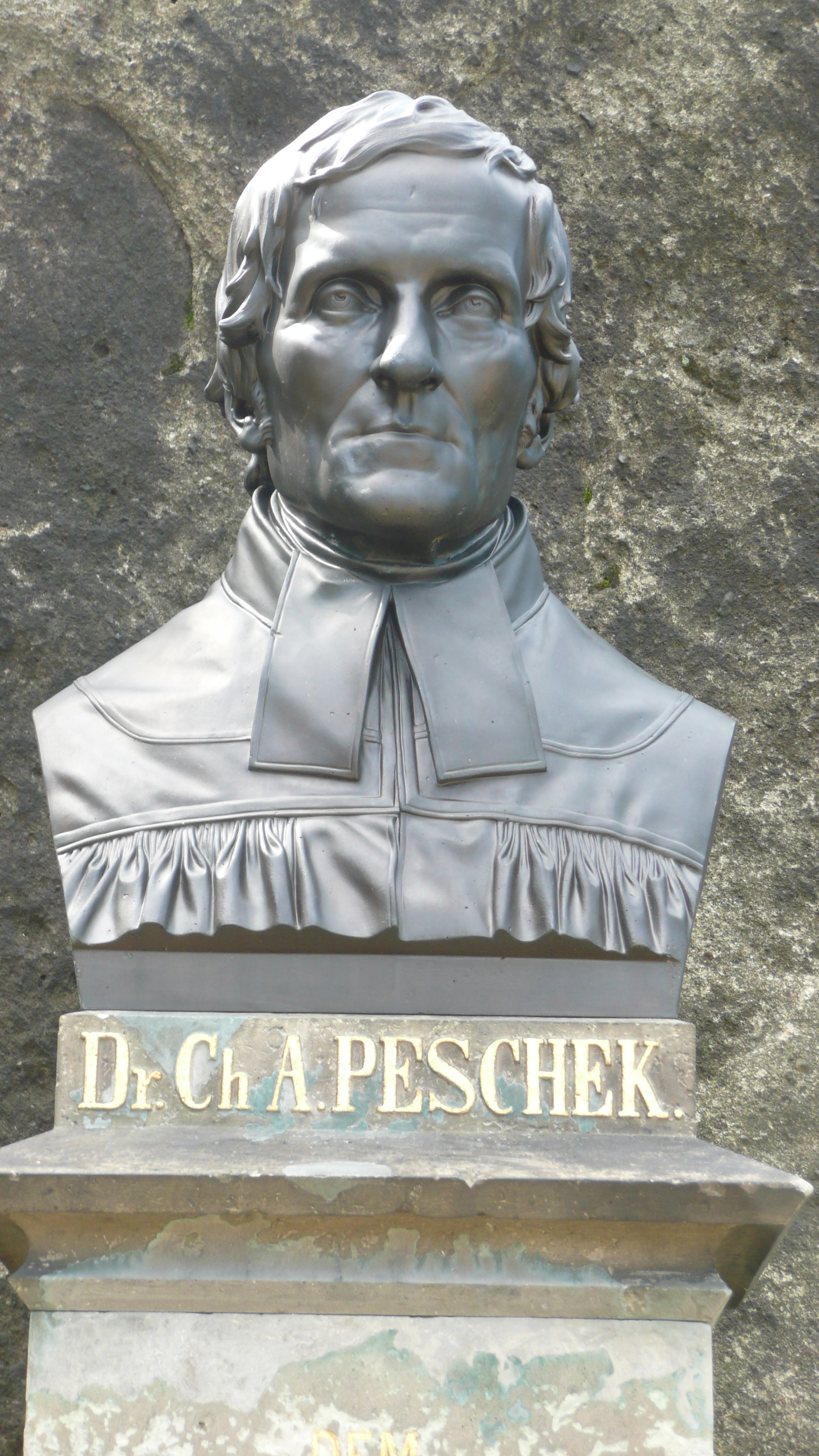
Peschek-Denkmal auf dem Berg Oybin
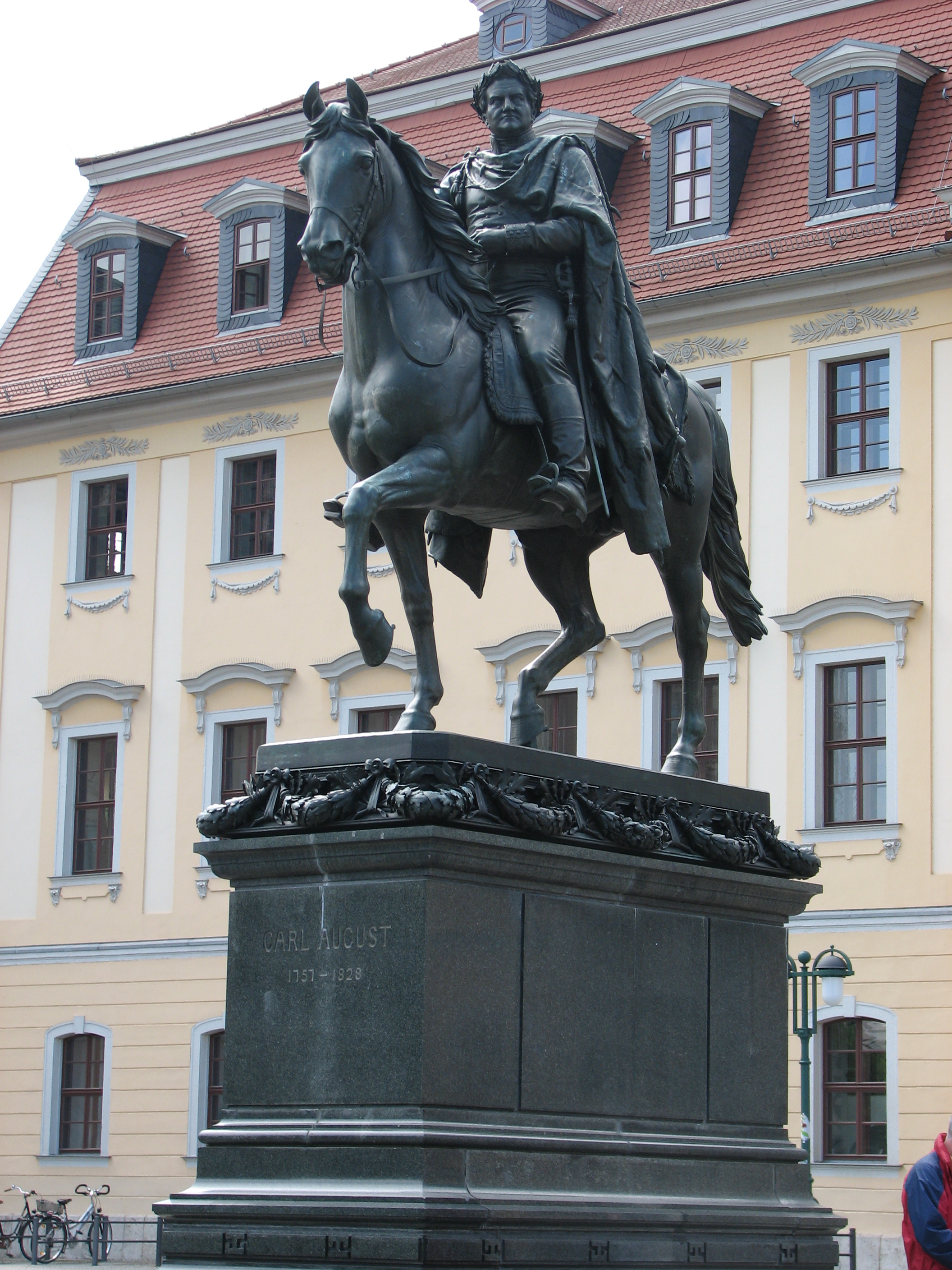
Carl-August-Denkmal in Weimar
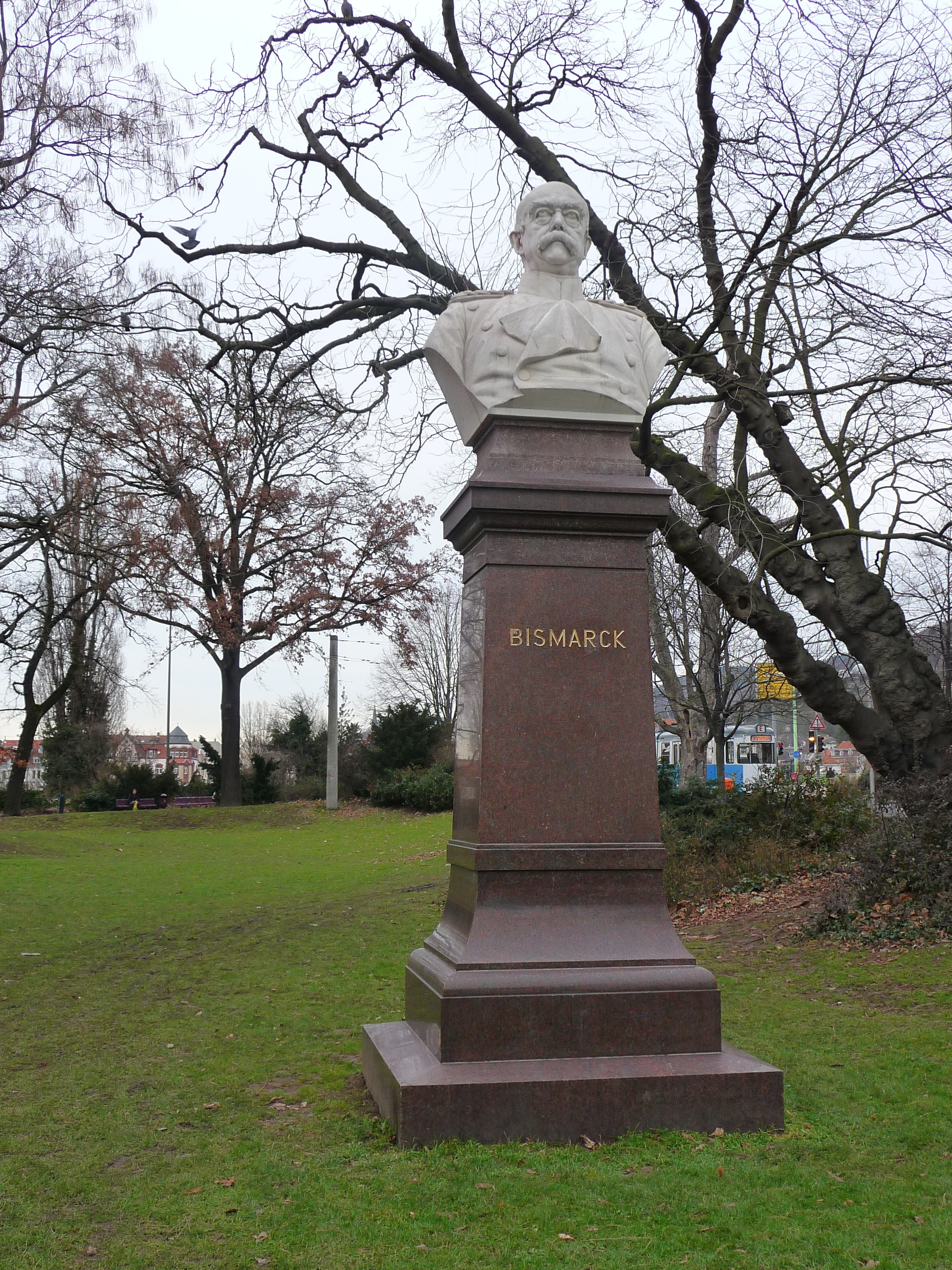
Bismarckbüste in Heidelberg
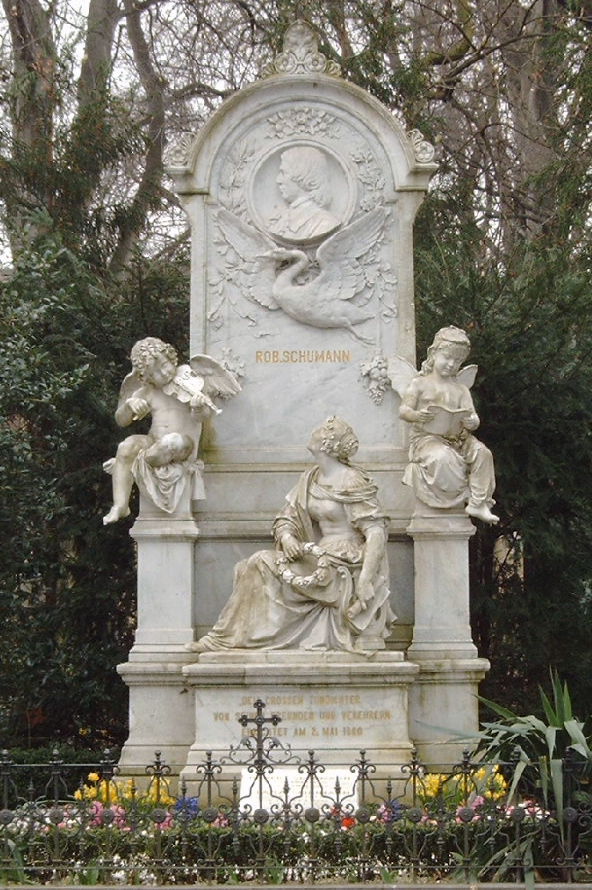
Schumann-Grabmal in Bonn
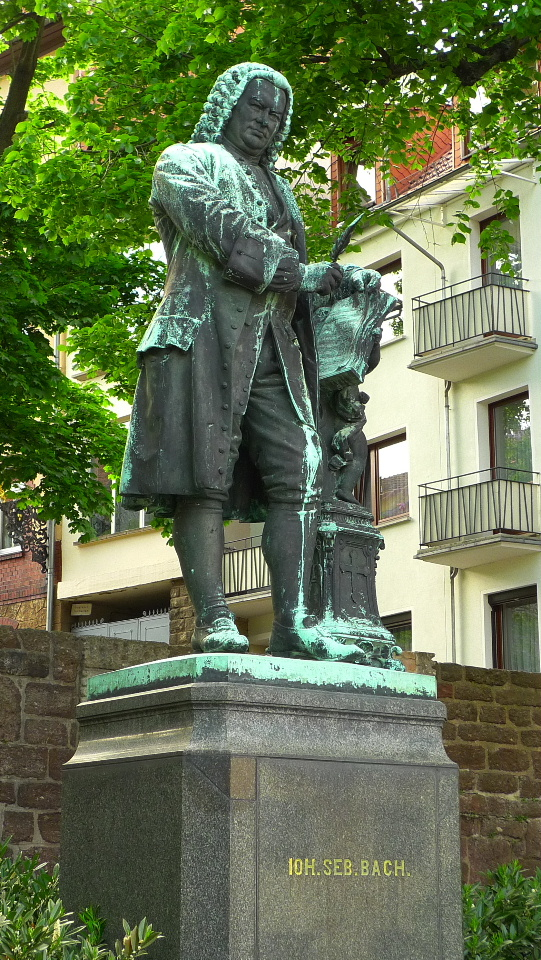
Bach-Denkmal in Eisenach
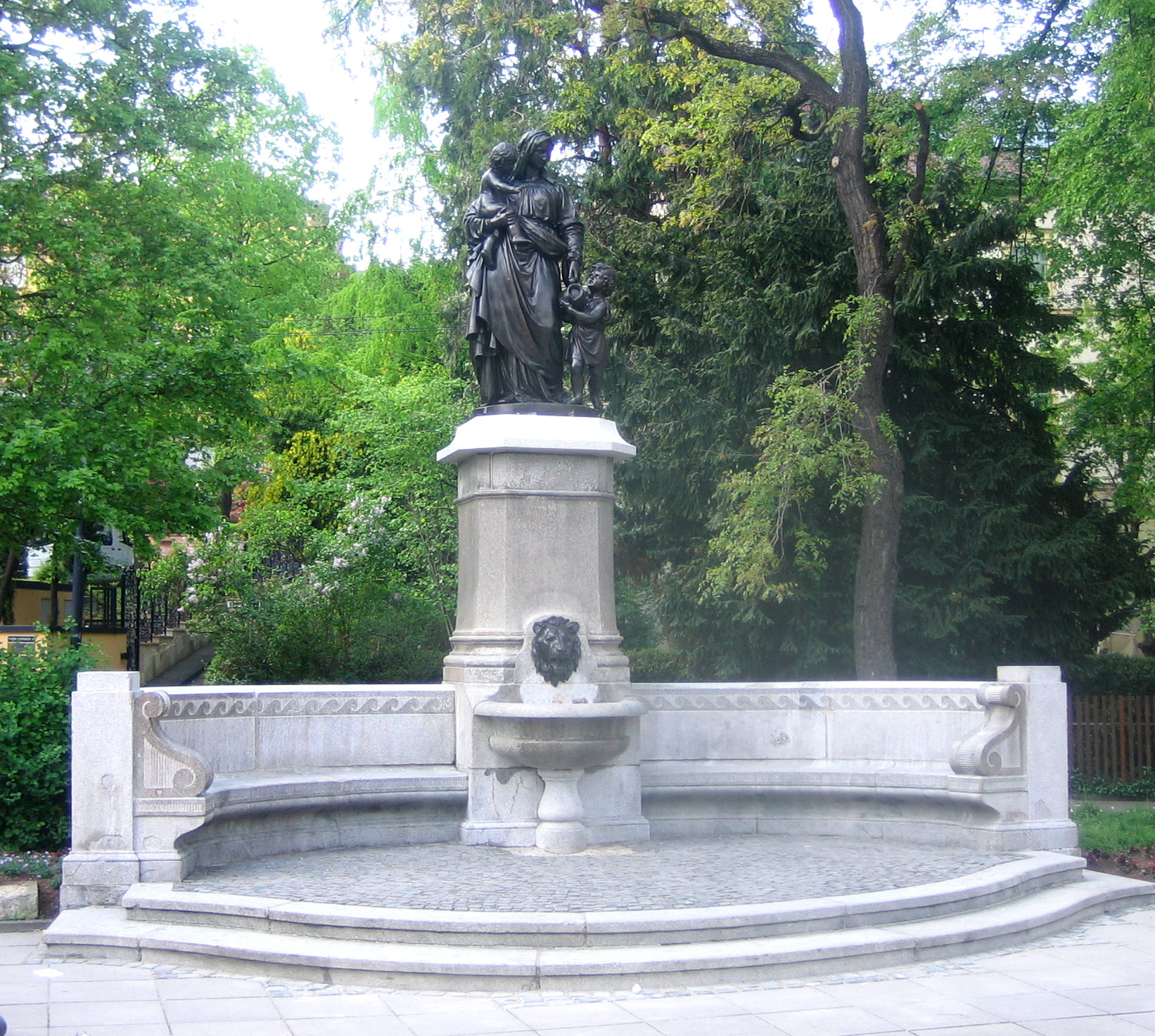
Paulinenbrunnen in Stuttgart
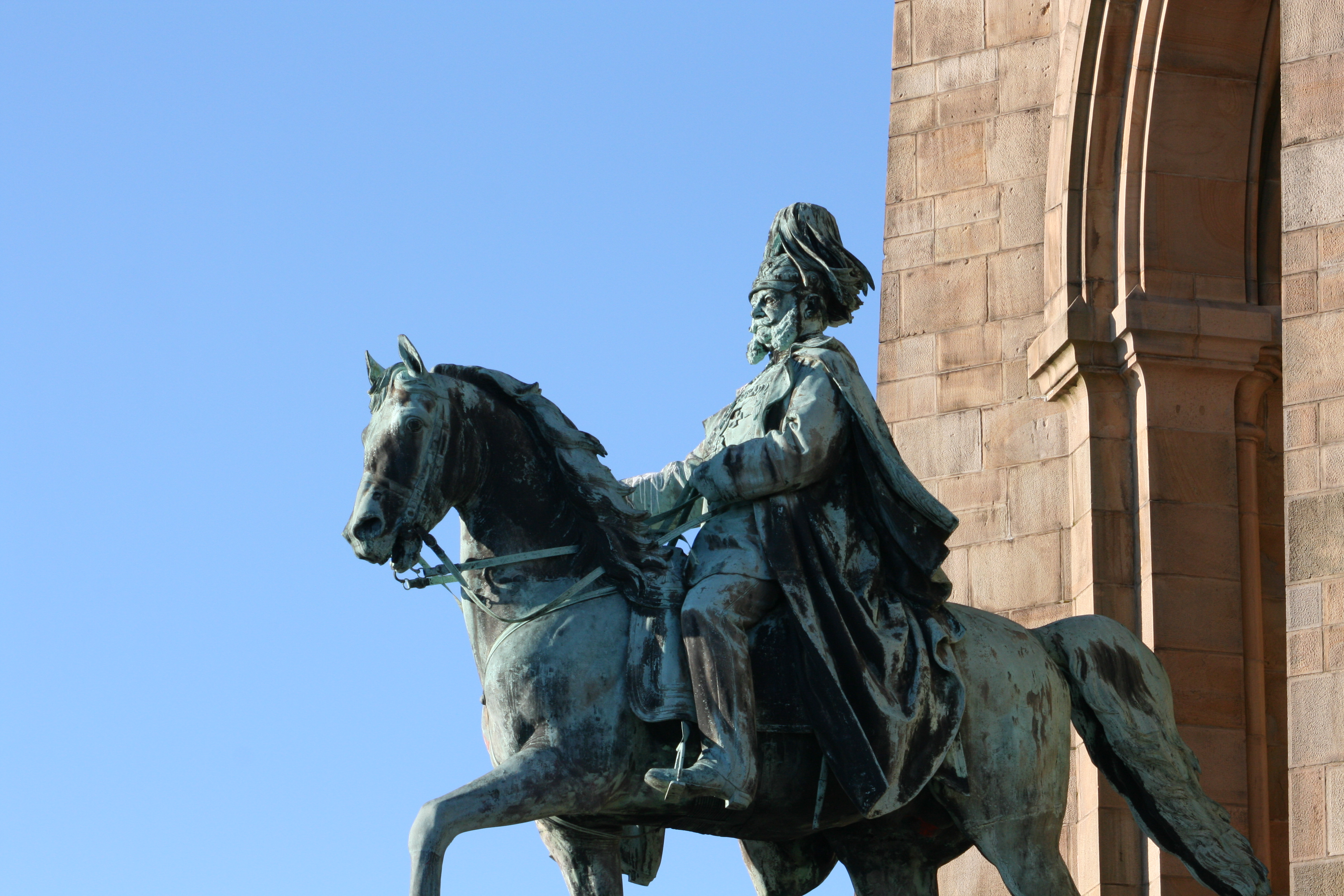
Reiterstandbild Kaiser-Wilhelms auf der Hohensyburg
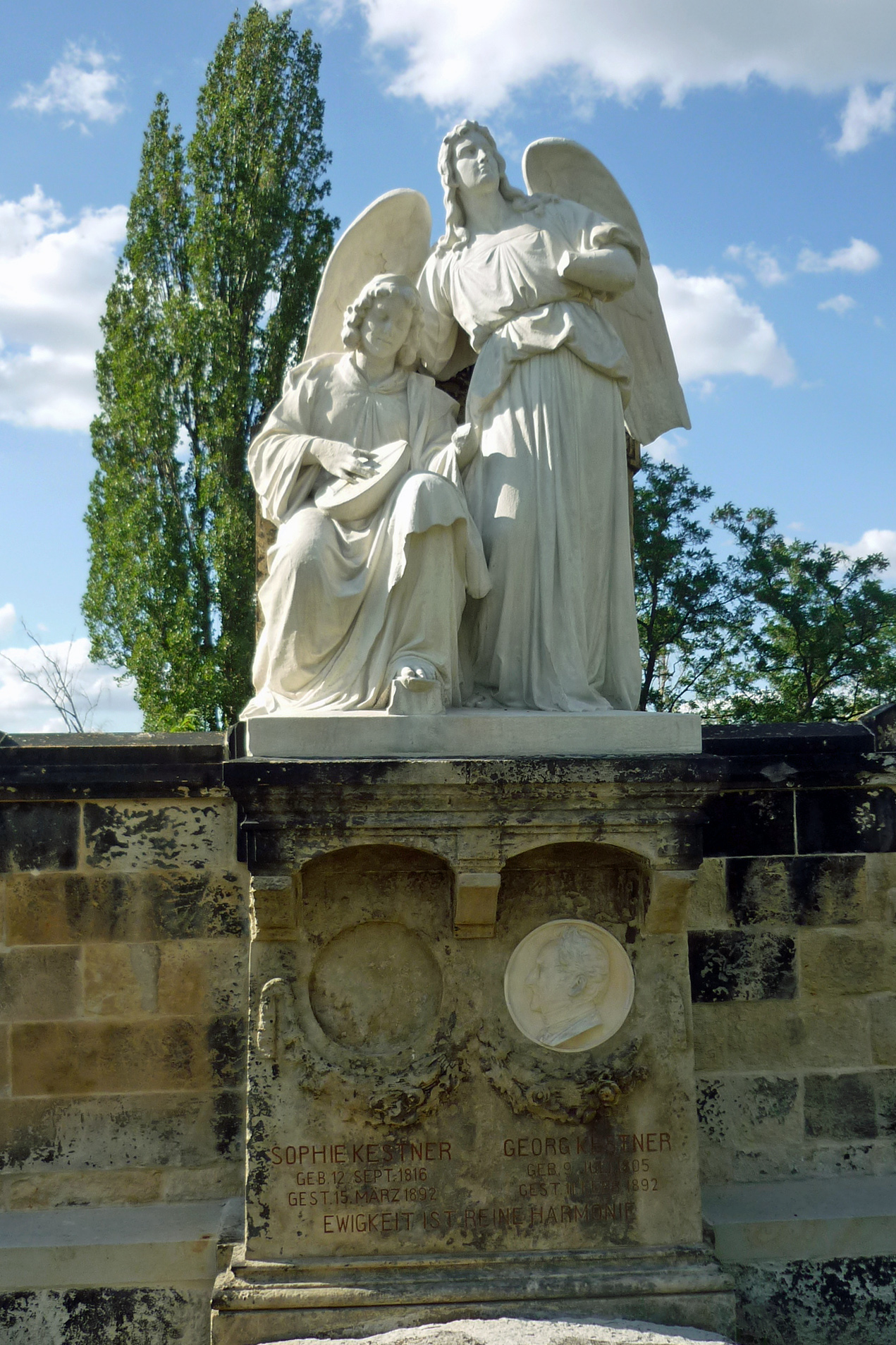
Skulpturengruppe - Alter Annenfriedhof Dresden
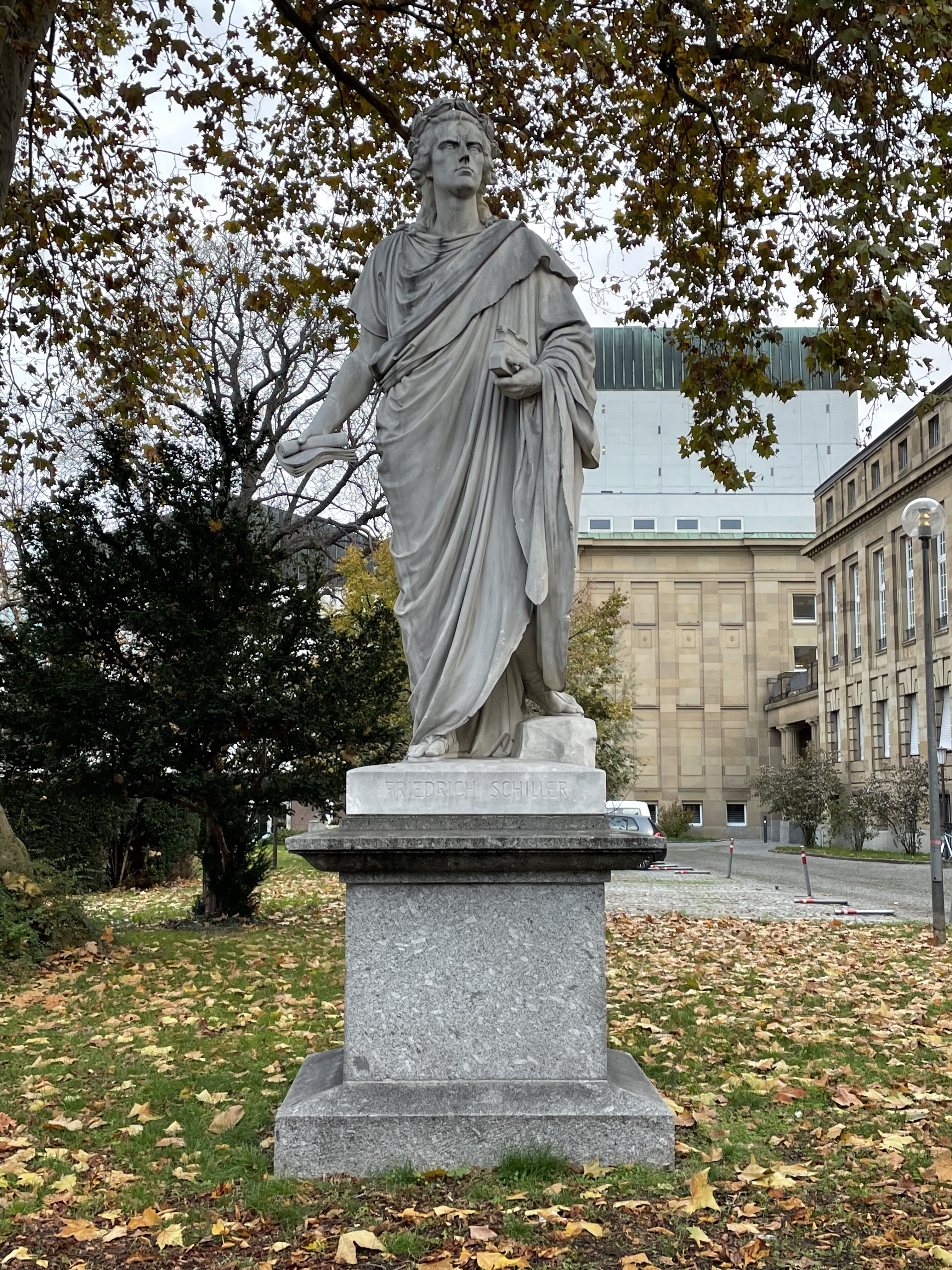
Schillerdenkmal (1909) im Oberen Schlossgarten, Stuttgart